# Kayenta
Kayenta è un census-designated place degli Stati Uniti d'America, nello Stato dell'Arizona nella contea di Navajo. Ha una popolazione di circa 5.000 abitanti e si trova a circa 40 km dalla Monument Valley; grazie alla sua vicinanza a questa importante attrazione turistica, in città si trovano svariati hotel e motel che ospitano i visitatori.